# Cezary Russjan
Cezary Russjan (także Russyan, Rusjan, ros. Цезарь Карлович Руссьян (Русьян), ur. 27 sierpnia 1867 w Marianówce, zm. 6 sierpnia 1935 w Charkowie) – polski matematyk, profesor Uniwersytetu Jagiellońskiego, Politechniki Lwowskiej i Uniwersytetu Charkowskiego.

## Życiorys
Syn adwokata Karola Russjana, urodził się w Marianówce na Podolu (niektóre źródła podają, że w Makiejewie w powiecie chersońskim). Ukończył gimnazjum klasyczne w Kiszyniowie. Studiował matematykę i fizykę na Uniwersytecie św. Włodzimierza w Kijowie, potem na Uniwersytecie Noworosyjskim w Odessie; tam otrzymał w 1892 magisterium z matematyki. Dzięki rządowemu stypendium odbył podróże naukowe do Paryża, Lipska i Berlina. W 1900 roku w Odessie habilitował się, w latach 1900–1902 jako docent wykładał geometrię analityczną.
W 1900 odrzucił ofertę objęcia katedry matematyki Uniwersytetu Jurjewskiego, w 1902 został profesorem nadzwyczajnym matematyki na Uniwersytecie Jagiellońskim. W 1904 przeniósł się na Katedrę Matematyki Ogólnej i Analitycznej Szkoły Politechnicznej we Lwowie. Od 1907 profesor zwyczajny analizy matematycznej na Uniwersytecie w Charkowie.
Z małżeństwa z Julią Dymitriewną (1888–1975) urodziła się córka Elena.
Jego prace dotyczyły m.in. prawdopodobieństwa, równań algebraicznych z nieznanym n − 1, rachunku różniczkowego, równań Pfaffa.

## Wybrane prace
- Teorya przekształcenia Pfaffa. Prace Matematyczno-Fizyczne 8, ss. 61-98 (1897)
- Teorya przekształceń Pfaffa (Dokończenie). Prace Matematyczno-Fizyczne 9, ss. 61-102 (1898)
- Kilka twierdzeń z teorii wyznaczników. Sprawozdania AU nr 1 (1903)
- Metoda Pfaffa całkowania równań różniczkowych cząstkowych rzędu pierwszego. Rozprawy Wydziału Matematyczno-Przyrodniczego Akademii Umiejętności nr 7, 8 (1903)
- Hydrostatyka i hydrodynamika. Lwów, 1905
- Un théorème de M. W. Stekloff (théorème généralisé de Jacobi) et les formules généralisées de la transformation de contact. Comptes rendus des séances de l'Académie des sciences de Paris (1909)
- Le Systeme d'equations differentielles ordinaires canoniques generalisees et le probleme generalise de S. Lie. Comptes rendus hebdomadaires des séances de l′Académie des sciences 152 (1910)
- Отзыв о диссертации Д. Д. Мордухай-Болтовского "Об интегрировании в конечном виде линейных дифференциальных уравнений". Записки Харьковского ун-та, 1913, кн. 3, ч. офиц., с. 51-57
- Об ответе Д. Д. Мордухай-Болтовского на мою рецензию его докторской диссертации. ["Об интегрировании в конечном виде линейных дифференциальных уравнений"]. Записки Харьковского ун-та, 1915, кн. 1, [разд.1 Приложение, с. 1-12.
- Теория интегрирования функций. Харьков: Типо-литогр. Иванченко С., 1915
- Die Gleichungen der charakteristischen Mannigfaltigkeiten des Systems in Involution der partiellen Differentialgleichungen erster Ordnung und das allgemeine Integral der Differentialgleichungen derselben. Матем. сб., 42(2), ss. 217–240 (1935)
- Sopra il cangiamento di variabili indipendenti nell'integrale triplo[1]. (1912)
- Intégrales complètes de rangs divers d’un système en involution p20=θ(x, y, z, p10,p01,p11,p02),u(x, y, z, p10,p01, …,p1m−1,p0m)=C[2]. (1930)
- Les caractéristiques du premier ordre de l'équation aux dérivées partielles du second ordre {\displaystyle {\frac {\partial ^{2}z}{\partial x^{2}}}=\theta \left({x,y,z,{\frac {\partial z}{\partial x}},{\frac {\partial z}{\partial y}},{\frac {\partial ^{2}z}{\partial xcy}},{\frac {\partial ^{2}z}{\partial y^{2}}}}\right)}[3] (1923)
- Dimostrazione d'un teorema sopra i massimi e minimi delle funzioni di più variabili indipendenti[4] (1910)